# 乐天堂
乐天堂成立于2008年6月，是一家在线体育博彩公司。該公司曾拥有菲律宾卡加延省卡加延經濟特區的主管單位第一卡加延公司頒發的博彩执照、澳洲博彩协会私人有限公司认证资格证书。2010年起持有马恩岛在线博彩牌照。2019年3月1日起，取得菲律賓博彩監管機構PAGCOR發出的離岸遊戲營運商證照（POGO）。其业务覆盖多个语言。
該公司贊助體育賽事等，利用電視及網路的節目轉播搞營銷，突破各國禁止博彩業宣傳的禁賭條例。中國公安曾經揭發該賭博網站利用電腦技術作弊。曾在中國、越南被破獲非法經營賭博，在地代理大批被捕下獄。曾在英國拒付賭客勝出後的賭資。2018年時因贊助英國足球俱樂部，在少年隊方面手法不得體，遭取下贊助字眼。

## 证照
于2019年3月获得菲律宾娱乐游戏公司（PAGCOR）的博彩游戏运营（POGO）许可证。
2023年2月5日，其线上赌博应用软件因触犯印度2000年资讯技术法第69条文，与众多网贷、网赌应用软件同时遭印度下架。

## 爭議和醜聞
2020年新冠肺炎疫情爆發後，泰國兒童及青少年理事會發現Fun88自該年3月泰國因疫情鎖國以後，對兒童和青少年階層的宣傳增強。
2019年4月，越南破獲偽裝為Fxx88的Fun88非法線上賭博組織，該組織所涉及的總賭額為12.8億美元。執法單位分別在河內、胡志明市等處沒收大批電子設備、豪車、大批現金和存有巨額金錢的複數銀行戶頭。該網站為Fun88鏡像網站並有「FUN88 Le Paradise belongs to OG GLOBAL ACCESS LIMITED. FUN88 Le Paradise was authorized and regulated by the Philippine government PAGCOR since March 01, 2019.」的文字。
2018年9月，越南胡志明市的法庭判處4名主謀非法經營線上賭博5至9年徒刑，其餘22名從犯徒刑至3年不等。該非法線上賭博案件，總金額涉及6200億越南盾（時2600萬美元），涉及網站另外還有Vwin.com和W88.com，伺服器都設在菲律賓，這些網站上允許銀行賬戶或提款機轉賬，嫌犯開設60個銀行賬戶接受賭徒匯款。調查發現賭注主要涉及英國和西班牙的足球賽事。
2018年夏季的世界杯足球賽以來，英國廣告標準局接獲大量有關賭博廣告的投訴，而該時期的電視廣告時段中有17%是賭博廣告。發展至8月，英國博彩委員會收緊廣告規定並言將嚴厲對付犯規者。迄至11月，針對可能對兒童宣傳賭博的廣告，眾英國電視臺同意以晚上九點為博彩廣告分水嶺、縮減節目間穿插的賭博廣告數量。不過其中的天空電視台認為只盯著電視廣告無助於遏制賭博，相關單位忽略了這些博彩公司在網路上的宣傳投入金額是在電視廣告上投入總額的4倍。英國廣告標準局則反擊稱，過去數個月曾打擊網路廣告，如Fun88等在過去數月就屢遭重點揭發在會面向兒童的手機軟體中登廣告。2022年，繼2018年英國足球俱樂部少年隊贊助風波及賭博廣告投訴風波以後，英國廣告標準局修訂條規，規定在卡塔爾世界盃開賽前一個月的10月起，禁止知名運動員出現在博彩公司廣告中，削弱博彩公司贊助足球俱樂部的利益，同時去除博彩業廣告中對未成年者的宣傳效力。
2018年1月，英國紐卡斯爾聯足球俱樂部少年隊，因憂慮鼓吹青年賭博造成社會不良影響，宣佈從衣服上摘下Fun88的標誌。英國BBC報導，英國監管單位開始警覺到有外國公司類似Fun88、Ope Sports的中國賭博公司、ManBetX的菲律賓賭博公司，為規避其本國嚴厲的廣告宣傳法規轉而贊助英國球隊（順序為紐卡斯爾聯足球俱樂部、哈德斯菲爾德足球俱樂部、水晶宮足球俱樂部）。英國博彩委員會對此類針對18歲以下青年的扭曲傳銷手法感到遺憾，並決定4月起加強管制。不過部分博彩公司卻表示歡迎更多的管制，它們希望能夠拉低必須投入的廣告金額。同一月份，中國新華社警告，境外博彩公司利用足球轉播搞營銷，其中樂天堂也在其中。這些博彩公司通過贊助歐洲球隊和體育賽事，通過賽事轉播，成功把廣告投入中國市場上。據英國報章《泰晤士報》在2017年4月時的報導，很多海外體育和數字在線賭博網站的營收中，約50%來自中國賭徒。2018年4月，英格蘭足球總會對該足球俱樂部罰款7500英鎊。
2016年4月，Fun88與其它三家線上賭博公司在英國切爾滕納姆節給予賭客特惠卻在賽後拒絕支付賭客勝出後的賭注。
2010年，中國央視的「焦點訪談」播出「樂天堂的賭局陷阱」節目，其中提及樂天堂在賭局如何作弊。當年2月，江蘇公安抓獲境外賭博網站代理，其中主要代理的樂天堂，是其中一家賭博集團針對中國網民開設的賭博網站，並發現樂天堂在中國境內的深圳、珠海開設3家公司處理業務，在兩年間已招募300餘名代理、有22000多名會員，期間流動賭金共計50億人民幣。該組織核心計劃中提到中國有13億人口就有13億個機會，每一個網民都是發展賭博的對象。該節目主播還提到，公安的意見認為，鑒於源頭問題無法解決，遏制中國網絡賭博發展的前景形勢嚴峻。另外，樂天堂的荷官表面上是實時發牌，然而按該公司技術人員交待，實時視頻中的央視新聞節目和時鐘是通過技術手段鑲嵌上去的，其荷官開牌可人為控制，以此欺騙賭客。